# 北海道真狩高等学校
北海道真狩高等学校（ほっかいどうまっかりこうとうがっこう、Hokkaido Makkari High School）は、北海道虻田郡真狩村にある公立（村立）の農業高等学校。

## 設置学科
- 農芸科学科
  - 有機農業コース
  - 野菜製菓コース

## 沿革
- 1948年 - 北海道倶知安農業高等学校の真狩分校として開校
- 1951年 - 修業年限4カ年（学則改正）
- 1952年 - 北海道真狩高等学校と改称（校章制定）
- 1954年 - 独立校舎完成移転する
- 1981年 - 新校舎完成
- 1984年 - 学校給食実施
- 1990年 - 寄宿舎「耕心寮」開寮
- 1992年 - 北海道真狩高等学校農芸科学科へ改編
- 1993年 - 後志教育局教育実践論文表彰受賞
- 2001年 - 後志教育局教育実践表彰受賞、第7回ホクレン夢大賞農業応援部門優秀賞受賞
- 2005年 - 第1回中国農業研修実施
- 2007年 - 中国見学旅行実施
- 2010年 - グアム見学旅行（海外農業研修）実施
- 2013年 - 平成25年度より「野菜製菓コース」「有機農業コース」を開設する。

## 施設
- 製菓実習室
- 有機JAS認定農場
- 耕心寮 - 札幌などからの生徒のための寄宿舎

## 教育活動の特色
- 一人ひとりに活躍の場があり、一人ひとりが主役です。
- 一人ひとりを真に大切にする指導を実践します。
- 実習や実技、体験学習を大切にします。
- 活発な農業クラブ活動
- 地域に密着した教育活動
- 活気あふれる部活動

## 取得可能な資格
・食品衛生責任者・製菓衛生師・危険物取扱者・日本農業技術検定・ガス溶接・アーク溶接・簿記検定・ワープロ検定・英語検定